# Entosthodon puiggarii
Entosthodon puiggarii är en bladmossart som beskrevs av Geheeb och Georg Ernst Ludwig Hampe 1881. Entosthodon puiggarii ingår i släktet koppmossor, och familjen Funariaceae. Inga underarter finns listade i Catalogue of Life.